# Ophrys rainei
Ophrys rainei là một loài thực vật có hoa trong họ Lan. Loài này được Albert & Jahand. mô tả khoa học đầu tiên năm 1908.